# すめらぎこう
すめらぎ こう（生年月日非公開）は、日本の静岡県出身のイラストレーター・同人作家。個人サークル「ぱるくす」を主宰している。

## 略歴
現在は東京都在住でフリーで活動している。よく誤解されているが、Marronスタッフではない。
元々は一般企業向けのイラストを描いていたが、Marron第1作目『秋桜の空に』の制作に外注スタッフとして参加することになり、続く第2作目『お姉ちゃんの3乗』にも外注スタッフとして参加した。また、そこから派生した両作のクロスオーバーな内容になっている同人作品『こすもすきゅーぶ』を発表している。

## 参加作品
いずれもMarron関係の作品である。
- 秋桜の空に
  - 秋桜の空に アンソロジーコミック
  - ドラマCD 秋桜の空に
- お姉ちゃんの3乗